# Pennahia anea
Pennahia anea är en fiskart som först beskrevs av Bloch, 1793.  Pennahia anea ingår i släktet Pennahia och familjen havsgösfiskar. Inga underarter finns listade i Catalogue of Life.